# Eliza Myrie
Eliza Myrie là một nghệ sĩ thị giác người Mỹ gốc Phi sống và làm việc tại Chicago, Illinois. Cô chuyên hoạt động trên nhiều lĩnh vực khác nhau bao gồm điêu khắc, nghệ thuật sắp đặt có sự tham gia cá nhân, nghệ thuật công cộng và in ấn.

## Thân thế và giáo dục
Cha của Myrie là thợ chuyên xây dựng nhà cửa bằng đá. Myrie thi đậu lấy bằng Thạc sĩ Nghệ thuật (BA) từ Đại học Northwestern và bằng Cử nhân Nghệ thuật (MFA) từ Trường Đại học Williams. Myrie từng là học sinh tại Trường Skowhegan và có tham dự Chương trình Nghiên cứu Độc lập Whitney.

## Sự nghiệp nghệ thuật
Myrie là người đồng sáng lập và điều hành nhóm Black Artists Retreat (2013-2016), nhằm mục đích tập hợp giới nghệ sĩ thị giác da đen liên thế hệ nằm ngoài các tổ chức nghệ thuật kiểu truyền thống. Mùa đông năm 2016, Myrie được trao học bổng MacDowell. Năm 2017/2018, Myrie được kết nạp làm hội viên hội Equal Justice Residency tại Viện Nghệ thuật Santa Fe. Myrie còn là Giám đốc Dự án Wiki lưu trữ lịch sử truyền miệng tập trung vào cuộc đời và tác phẩm của giới nghệ sĩ da đen với tên gọi Black Lunch Table.

### Giảng dạy
Myrie từng có thời gian giảng dạy tại Trường thuộc Viện Nghệ thuật Chicago và Trường Đại học Williams.

### Triển lãm chọn lọc
- Davidson Contemporary, New York (2010)[10]
- Hyde Park Arts Center, Chicago (2010)[11]
- New Museum of Contemporary Art, New York (2011)[12]
- Museum of Contemporary Art Chicago, Chicago (2012)[13][14]
- Roots and Culture, Chicago (2014)[15]
- Shane Campbell, Chicago (2016)[16]
- Vox Populi, Philadelphia (2016)[17][10]

### Giải thưởng
- LeRoy Neiman and Janet Byrne Neiman ARTADIA Awardee - Chicago, 2020[2][18]